# 에르나 베르거

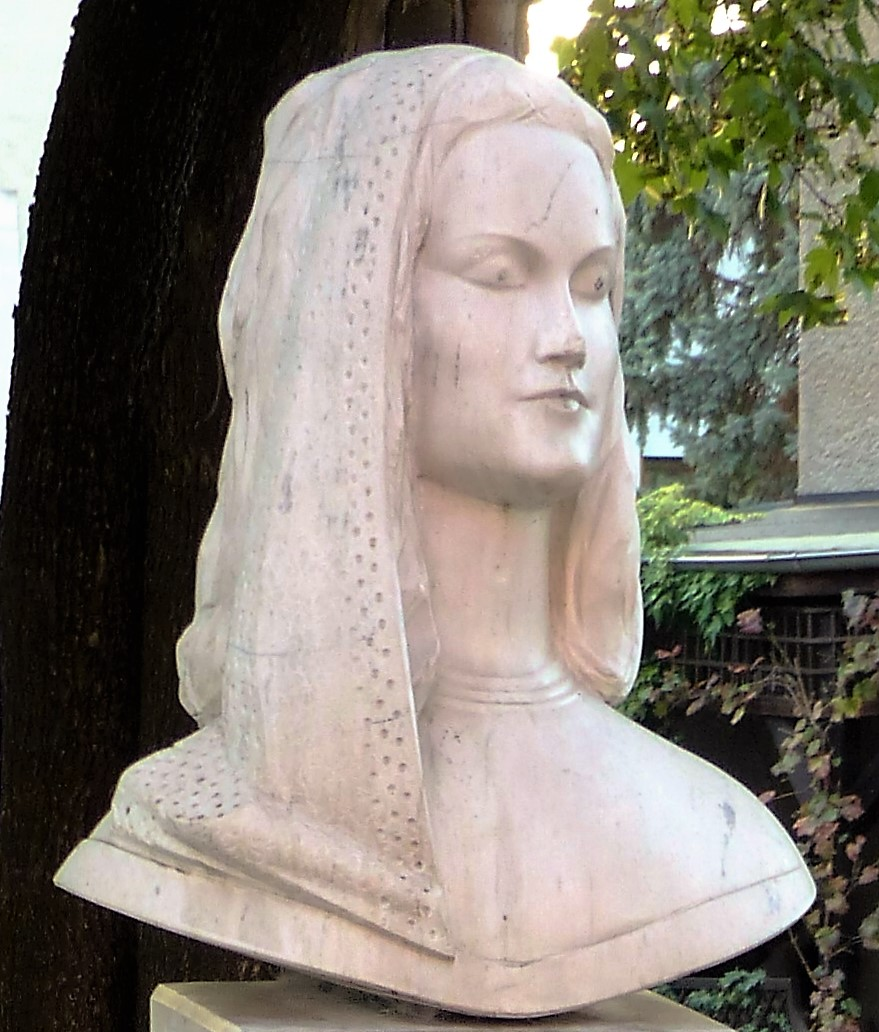

에르나 베르거(Erna Berger, 1900년 10월 19일 ~ 1990년 6월 14일)는 독일 태생의 뛰어난 소프라노 가수이다.
드레스덴에서 태어나 헤터 베케르와 메리타 히르체르에게 배웠다. 1925년, 드레스덴에서 《마술피리》의 제1동자로 데뷔하였다. 1928년에서 1931년 사이에 바이로이트의 바그너 음악제에, 그리고 1934년에는 잘츠부르크 음악제에서 활약하였다. 그 후 주로 베를린 시립오페라, 국립오페라, 또는 런던의 코벤트 가든 왕립가극장 등에서 불렀으며 훗날 메트로폴리탄을 비롯하여 독일과 오스트리아를 중심으로 활약했으나 1955년에 은퇴하여 함부르크 음악원에서 후배를 지도하였다.
그 문하에서 가장 뛰어난 사람으로는 리타시트라이를 들 수 있다. 베르거의 목소리는 투명한 아름다움과 젊음에 넘쳐 있으며 특히 독일 가곡에 뛰어났다고 평가된다.